# زوران ساویچ
زوران ساویچ (سیریلیک صربی: Зоран Савић؛ زادهٔ ۱۸ نوامبر ۱۹۶۶) بازیکن بسکتبال اهل جمهوری فدرال سوسیالیستی یوگسلاوی است.
از باشگاه‌هایی که در آن بازی کرده‌است می‌توان به باشگاه بسکتبال اسپلیت، باشگاه بسکتبال بارسلونا، باشگاه ورزشی افس پیلسن، و باشگاه بسکتبال رئال مادرید اشاره کرد.
وی در مسابقات کشوری و بین‌المللی در مجموع برندهٔ ۴ مدال طلا، ۱ مدال نقره شده‌است.